# Safurdão
Safurdão ist ein Ort und eine ehemalige Gemeinde (Freguesia) im portugiesischen Kreis Pinhel. Die Gemeinde hatte 104 Einwohner (Stand 30. Juni 2011).
Am 29. September 2013 wurden die Gemeinden Safurdão und Atalaia zur neuen Gemeinde União das Freguesias de Atalaia e Safurdão zusammengeschlossen.